# Armand Keravel
Armand Kéravel, né le 18 février 1910 à Brest et mort le 2 décembre 1999 à Carpentras (Vaucluse), est un homme politique, militant pour la culture et l'enseignement du breton.

## Biographie
Ses parents sont originaires d'Argol et de Telgruc. Élève de l'École normale de Quimper, il fut nommé instituteur public successivement à Saint-Thois, Moëlan-sur-Mer, Dirinon, Kerlouan et Brest, il propose à ses élèves des cours de breton en dehors des heures normales d'enseignement. Il est radié de l'Éducation nationale par le gouvernement de Vichy, et participe au réseau de résistance animé par François Tanguy-Prigent.

## Activité de militant de la culture bretonne
Il participe en janvier 1933 à la fondation du mouvement Ar Falz avec Yann Sohier et Yann Kerlann. Proche de Marcel Cachin, il écrit des chroniques en breton pour le journal communiste La Terre destiné aux paysans. À la libération, il participe activement en 1945, à la relance du mouvement Ar Falz, dont il assure pendant longtemps le secrétariat. Il ouvre en 1946 à Audierne la première école bretonne d'été. Il participe, dans le cadre d'Ar Falz, à la création des éditions Skol Vreizh (l'École bretonne) pour la production de documents pédagogiques et de manuels scolaires.Toujours avec Ar Falz  il milite pour l'enseignement du breton qui est considéré par l'administration française comme la « langues des ploucs et des poules ». Armand Kéravel s'impliquera beaucoup dans la campagne « Ar brezoneg er skol » (« le breton à l'école ») qui fut soutenue par un très grand nombre de communes bretonnes. Il sera aussi très actif dans bien d'autres initiatives (telles la grande pétition populaire d'Emgleo Breiz qui rassemble plusieurs centaines de milliers de signatures en 1967). Cette initiative ne rencontra que le mépris et l'indifférence de la part des pouvoirs publics français.
Il est l'animateur de la Fondation culturelle bretonne - Emgleo Breiz créée en 1953, diffusant des communiqués et dossiers auprès des élus et de la presse, sur la situation de la langue bretonne et de son enseignement. Il s'occupe de la commission culturelle du CELIB, et se trouve à l'origine de plusieurs propositions de loi déposées par des parlementaires de gauche en faveur de l'enseignement du breton sous la IVe et la Ve République. Il est aussi membre du mouvement « Défense et Cultures et Langues de France » ainsi que du Mouvement laïque des cultures populaires et de l'Association internationale pour la défense des langues et des cultures minoritaires. Il lance l'idée d'une association internationale de défense de la langue bretonne. Elle allait concrétiser en 1975 par la création, à Bruxelles, du Comité International pour la Sauvegarde de la Langue Bretonne. 

## Carrière politique
Militant au Parti socialiste, il est élu conseiller municipal de Brest en 1977 et obtient alors la mise en place d'une signalisation bilingue sur les bâtiments municipaux de la ville. Il siège au Conseil régional de Bretagne de 1977 à 1983, où il défend sans relâche la cause de la langue bretonne. Il fait partie du Conseil Culturel de Bretagne créé dans le cadre de la Charte culturelle de Bretagne (1978-1982). 

## Publications
- Daou-ugent pennad-lenn e brezoneg, Dirinon, Skol ar brezoneg, 1950
- Histoire sommaire de la langue bretonne, 1966.
- Pour la langue, la culture et les libertés bretonnes. Objectifs et action d'Emgleo Breiz. (préface de Jean Tricoire) ; Brest, Emgleo Breiz, 1973, 64pp.
- Une exigence de la démocratie et du droit : Un statut des langues et cultures de France Le cas de la langue bretonne - Réponse et compléments à l'enquête de la conférence Permanente des Pouvoirs locaux & Régionaux de l'Europe (Conseil de l'Europe) Brest, Emgleo Breiz - 1985

Un Fonds Armand Keravel a été déposé en 1993 à la Bibliothèque Yves-Le Gallo  du Centre de recherche bretonne et celtique (CRBC) de l'Université de Bretagne occidentale. Il comprend des archives sur la langue bretonne, des collections de journaux, de la documentation sur la vie culturelle bretonne de 1950 à 1990.